# Abell 2142
Abell 2142 (A2142) — крупное яркое в рентгеновском диапазоне скопление галактик в созвездии Северной Короны. Скопление является результатом протекающего слияния двух скоплений галактик. Объединённое скопление составляет 6 млн световых лет в диаметре и содержит сотни галактик и количество газа, достаточное для формирования ещё тысячи галактик. Является одним из наиболее массивных объектов во Вселенной.

## Изображение в рентгеновском диапазоне
Изображение галактики, указанное в шаблоне-карточке, получено 20 августа 1999 года обсерваторией Чандра на спектрометре ACIS, оно занимает участок неба площадью 7,5 x 7,2 угловых минут. Можно заметить крупномасштабные проявления столкновений скоплений. На первой стадии был подробно исследован фронт волны давления, была найдена яркая, но относительно холодная центральная область с температурой около 50 млн градусов Цельсия (белая область на изображении), погружённая в крупное вытянутое облако с температурой около 70 млн градусов Цельсия; вся структура погружена в слабую "атмосферу" газа с температурой около 100 млн градусов Цельсия. Яркий источник в верхнем левом углу является активной галактикой в скоплении.

## Некоторые факты
Abell 2142 перечислено в каталоге Эйбелла богатых скоплений галактик, впервые опубликованном  астрономом Джорджем Эйбеллом (1927-1983) в 1958 году. Скопление обладает гелиоцентрическим красным смещением  0,0909 (удаляется от нас со скоростью 27 250 км/с) и видимой звёздной величиной 16,0. Расстояние до скопления оценивается в 380 Мпк.

## Динамика слияния
A2142 привлекает внимание исследователей, поскольку позволяет изучить динамику слияний галактик. Скопления галактик растут при слияниях меньших групп и скоплений. В процессе слияния кинетическая энергия сталкивающихся объектов нагревает газ между скоплениями, что приводит к заметному увеличению температуры газа. Такие вариации температуры дают информацию о стадии, геометрии и скорости слияния. Точная карта распределения температуры может предоставить сведения о природе физических процессов при слиянии. Работавшие ранее инструменты (например, ROSAT, ASCA) не обладали возможностями телескопов Чандра и XMM-Newton (две современные рентгеновские обсерватории) и не были способны получить подробную карту области.

С помощью телескопа Чандра были измерены вариации температуры, плотности и давления с высоким разрешением.  По словам Максима Маркевича, астронома из Гарвард-Смитсоновского центра астрофизики и главы международной группы исследователей, занимающихся анализом данного скопления, карты распределения давления и плотности показывают чёткие границы, что возможно только в случае движущейся среды в скоплении.
Наблюдаемое рентгеновское излучение A2142 имеет гладкое и симметричное распределение. Это позволяет предположить, что данное излучение возникло при слиянии спустя 1–2 миллиарда лет после первоначального пересечения ядер. Если бы слияние находилось на ранней стадии, можно было бы ожидать неравномерное распределение рентгеновского излучения. Маркевич и коллеги предполагают, что центральная галактика (обозначена G1) более массивного скопления слилась с центральной галактикой (G2) менее массивного скопления. Относительно холодная центральная область означает, что нагрев, созданный предшествующими ударными волнами, прошёл центральное ядро и взаимодействует с окружающим газом.